# Steingrímur J. Sigfússon
Steingrímur Jóhann Sigfússon (ur. 4 sierpnia 1955 w Gunnarsstaðir) – islandzki polityk, wieloletni poseł do Althingu i jego przewodniczący w latach 2016–2017 oraz 2017–2021, współtwórca i przewodniczący Ruchu Zieloni-Lewica (1999–2013), minister komunikacji oraz rolnictwa (1988–1991), minister rybołówstwa i rolnictwa  (2009), minister finansów (2009–2011), minister gospodarki oraz rybołówstwa i rolnictwa (2011–2012), minister przemysłu i innowacji (2011–2013).

## Życiorys
Urodził się w rodzinie rolnika. W 1981 i 1982 ukończył studia z zakresu geologii oraz pedagogiki na Uniwersytecie Islandzkim. Na przełomie lat 70. i 80. pracował m.in. jako kierowca i dziennikarz sportowy.
Od 1983 był członkiem lewicowego Związku Ludowego. W 1999 stanął na czele nowo powołanego Ruchu Zieloni-Lewica. Ugrupowaniem tym kierował do 2013, kiedy to zastąpiła go Katrín Jakobsdóttir. Opowiadał się za zakończeniem obecności wojsk USA na Islandii. Po likwidacji amerykańskiej bazy wojskowej w Keflavíku sprzeciwiał się stworzeniu sił zbrojnych, argumentując, że ich rolę skutecznie pełnią siły policyjne oraz straż przybrzeżna.
W 1983 po raz pierwszy został wybrany na posła do Althingu. Z powodzeniem ubiegał się o reelekcję w kolejnych wyborach w 1987, 1991, 1995, 1999, 2003, 2007, 2009, 2013, 2016 i 2017.
Został m.in. członkiem Zgromadzenia Parlamentarnego Rady Europy. Powoływany na wiceprzewodniczącego islandzkiego parlamentu, zaś od 2016 do 2017 przewodniczył pracom Althingu. Powrócił na funkcję przewodniczącego islandzkiego parlamentu jeszcze w tym samym roku. Sprawował ją do końca kadencji w 2021.
Po raz pierwszy funkcję rządową pełnił od września 1988 do kwietnia 1991, kiedy to zajmował stanowiska ministra rolnictwa i transportu w rządzie premiera Steingrímura Hermannssona. W 2009, po upadku rządu Geira Haardego, kierowany przez niego Ruch Zieloni-Lewica zawiązał koalicję rządową z Sojuszem. W jej ramach w lutym 2009 Steingrímur J. Sigfússon objął stanowisko ministra finansów oraz ministra rybołówstwa i rolnictwa w nowym rządzie Jóhanny Sigurðardóttir. Po wyborach parlamentarnych z tegoż roku obie partie utrzymały istniejącą koalicję z dotychczasową premier. W jej sformowanym w maju 2009 drugim gabinecie polityk zachował stanowisko ministra finansów. W grudniu 2011 urząd ten objęła Oddný G. Harðardóttir, Steingrímur J. Sigfússon został zaś ministrem gospodarki oraz ministrem rybołówstwa i rolnictwa. Od września 2012 po scaleniu resortów był ministrem przemysłu i innowacji, funkcję tę pełnił do maja 2013.